# Харбинский заказник
Харбинский заказник — государственный природный заказник федерального значения. Создан 7 июля 1987 года приказом Главохоты РСФСР № 259.

## География
Заказник расположен в Яшкульском и Юстинском районах Республики Калмыкия. Территория занимает Волго-Сарпинский водораздел, к востоку от Сарпинской низменности, возвышаясь над ней на 1—1,5 м. Плоские водораздельные пространства сложены хвалынскими суглинками, супесями и песками.
Волго-Сарпинский водораздел представлен породами легкого механического состава, что в сочетании с его приподнятым положением приводит к более сильному, чем в смежных районах, проявлению действия ветровой эрозии, образованию незакрепленных песков, барханов, котловин выдувания.
Рельеф заказника представляет собой слабоволнистую равнину, с уклоном на юго-восток. Микрорельеф формируется многочисленными выбросами земли из нор мелких млекопитающих. Озёра и водоёмы отсутствуют. Средняя высота над уровнем моря минус 2 метра. Перепады высот небольшие, до 5 метров. В юго-восточной части заказника располагаются массивы развеваемых песков (12 900 га).
Грунтовые воды приурочены к залеганию на глубине от 2—3 м, в понижениях до 20 м и более на повышенных участках, минерализация от 1 до 10 г/л и выше.

## Почвы
Почвенный покров заказника характеризуется комплексностью. Эталонные почвы — бурые полупустынные солонцеватые, супесчаные имеют четко выраженные генетические горизонты. Мощность горизонта А от 10 до 18 см, содержание гумуса от 0,3 до 1 %. Эталонные комплексы почв представлены бурыми полупустынными супесчаными и солонцами полупустынными, содержание которых варьирует от 10 до 50 %. Реже здесь встречаются лугово-бурые супесчаные, которые отличаются от автоморфных почв большей мощностью гумусового горизонта А+В 28-55 см с содержанием гумуса в горизонте А 3,8 до 2 %.

## Гидрография
Гидрографическая сеть отсутствует. В понижениях скапливается дождевая вода. Грунтовые воды залегают на глубине от 2 до 20 м и характеризуются сильной минерализацией (0,5-40 г/л).

## Цели и задачи
Целями создания заказника являются: сохранение местообитаний ценных в хозяйственном, научном и культурном отношении, а также редких и находящихся под угрозой исчезновения видов животных, охрана и восстановление численности популяции сайгака.
Задачами заказника являются:
- сохранение, восстановление и воспроизводство объектов животного мира и поддержание экологического баланса;
- сохранение среды обитания и путей миграции объектов животного мира;
- проведение научных исследований;
- осуществление экологического мониторинга;
- экологическое просвещение.

## Растительный и животный мир
Заказник во флористическом отношении представляет собой участок Прикаспийской провинции Ирано-Туранской подобласти Сахаро-Гобийской пустынной области. Флора Сарпинской низменности характеризуется сравнительно бедным составом (около 200 видов высших растений), включая степные и пустынные элементы. Наиболее широко представлены типы растительности: пустынные, полынно-дерновинно-злаковые степи, сухие полынно-дерновинно-злаковые степи и зарастающие пески, кроме того, в западной части заказника незначительные участки заняты солончаками, на которых формируется растительность особого типа, способная к росту в условиях значительного переизбытка легкорастворимых солей (полыни австрийская и солончаковая, лебедка солончаковая, сарсазан шишковатый, солерос травянистый). Встречаются также крайне незначительные фрагменты остепненных лугов.
Произрастают растения, подлежащие охране: василёк Талиева, тюльпан Шренка, ковыли Залесского и красивейший, солодка голая и др.
Животный мир заказника небогат. Из млекопитающих обычны такие виды, как сайгак, лисица, корсак, хорь светлый, заяц-русак, малый суслик, полуденная песчанка, малый тушканчик, земляной заяц, ушастый ёж. Встречается журавль-красавка, другие редкие и нуждающиеся в охране виды, такие как дрофа, стрепет, степной орёл, курганник. Также встречаются каменка-плясунья, малый, серый и степной жаворонки.